# Pop (tren)

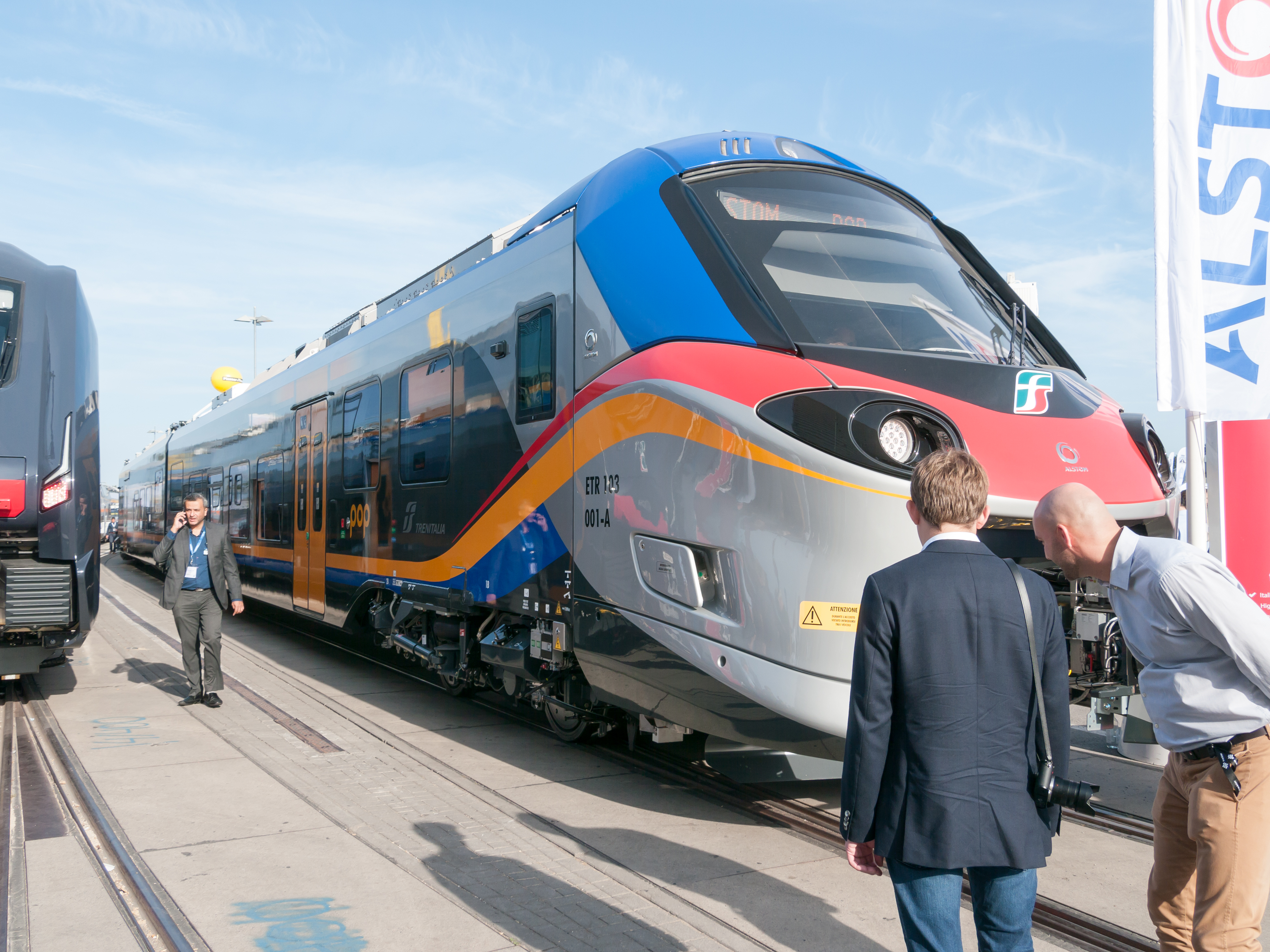
El tren a Innotrans

Pop és un tren de rodalies i de servei regional desenvolupat per Alstom i és administrat pels Ferrocarrils de l'Estat Italià. Forma part de la familia Alstom Coradia. Els seus combois poden ser manufacturats de 3 o 4 vagons, a partir dels quals reben les denominacions ETR 103 i ETR 104, respectivament. Aquests trens poden assolir una velocitat màxima de 160 km/h.

## Serveis i característiques
Aquest és un tren elèctric, d'un sol pis, de tres (ETR 103) o quatre (ETR 104) vagons, dotat de quatre motors de tracció, que forma part de la família Coradia Stream d'Alstom. Pot viatjar a una velocitat màxima de 160 km/h i té una acceleració superior al 20% respecte a la generació precedent de trens (Jazz).
Els espaiosos vagons ofereixen àrees tant per viatgers de mitjanes distàncies, amb seients més amples col·locats als extrems elevats dels vagons, com per passatgers de rodalies, amb seients situats a les zones baixes i de més fàcil accés.
Els seients disposen de presa d'electricitat pels ordinadors (PCs), les tauletes i els mòbils. La il·luminació és optimitzada gràcies a les grans finestres de les quals disposen els vagons, les quals permeten una major entrada de llum natural.
Els passadissos, eixamplats per a les persones amb cadira de rodes, permeten una ràpida circulació dels passatgers.
La temperatura del tren és regulada gràcies a l'aïllament tèrmic que proporciona l'alumini dels vagons.
Aquest tren està dotat d'un servei d'informació i entreteniment d'àudio i vídeo, amb pantalles a cada àrea dels vagons, una xarxa de Wi-Fi accessible tant pels passatgers, com pel personal de bord, i un sistema de càmeres de videovigilància.
Aquests trens són un 95% reciclables i consumeixen un 30% menys d'energia que els de l'anterior generació.